# Ignacio Ramonet

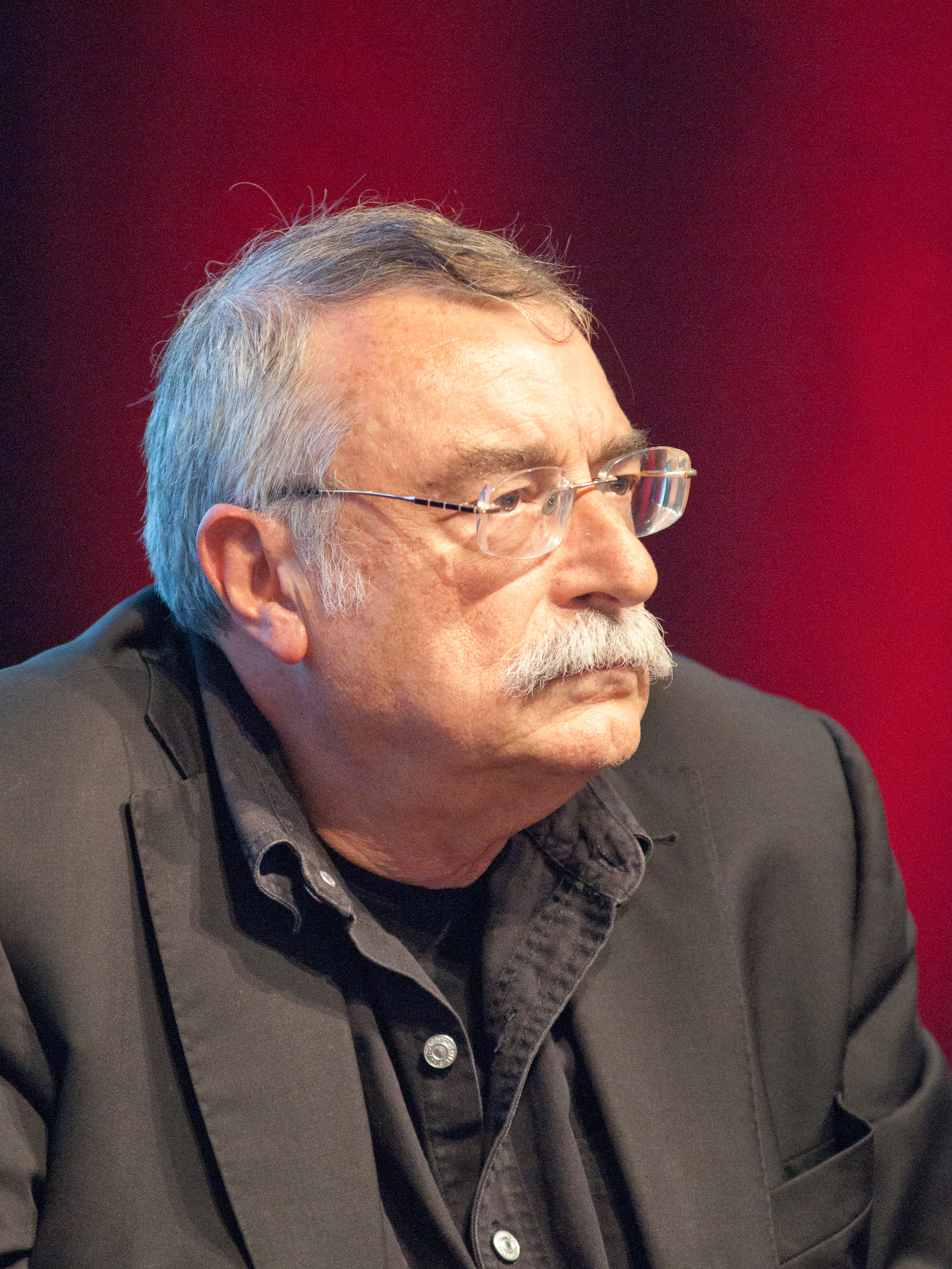
Ignacio Ramonet (2011)

Ignacio Ramonet (Redondela, 5 maggio 1943) è uno scrittore e giornalista spagnolo, direttore del periodico francese Le Monde diplomatique dal 1991 al 2008.

## Biografia
Ignacio Ramonet (nato a Redondela, in Galizia) è dottore in Semiologia e Storia Della Cultura presso l'École des hautes études en sciences sociales (EHESS) di Parigi e responsabile della cattedra di Teoria Della Comunicazione presso l'Università di Parigi-Diderot.
Specialista in Geopolitica e strategia internazionale, nonché consulente per l'ONU, attualmente insegna presso la Sorbona di Parigi.
Dal 1990 al 2008 è stato direttore del mensile Le Monde Diplomatique e del bimensile Manière de voir.
È cofondatore dell'Organizzazione Non Governativa Media Watch Global (Osservatorio Internazionale sui Mezzi di Comunicazione) della quale è presidente. 
È stato tra i promotori del Forum Sociale Mondiale (FSM, World Social Forum in inglese) di Porto Alegre.
Con un editoriale su Le Monde Diplomatique del 1997 diede inizio alla creazione di ATTAC, un movimento internazionale che promuove il controllo democratico dei mercati finanziari e delle istituzioni incaricate a loro volta di controllarli.  
Il lavoro dell'ATTAC si dedicò originariamente alla difesa della Tobin Tax, mentre oggi si dedica alla difesa di una grande varietà di cause; Ignacio Ramonet ne è il presidente onorario.
Scrive frequentemente come editorialista per il quotidiano spagnolo El País.
Ha ottenuto due lauree honoris causa, una presso l'Università di Santiago di Compostela in Spagna e l'altra presso l'Università Nazionale di Córdoba in Argentina.
Nel 1999 ha vinto il premio Liber Press come miglior giornalista dell'anno a Girona (Spagna).
Nel 2000 ha vinto il Premio Colombe d'Oro per la Pace come miglior giornalista straniero difensore della pace a Roma nonché il premio come miglior giornalista difensore dei diritti umani a Coruña (Spagna).
Nel 2003 ha vinto il premio per la Comunicazione Culturale Nord-Sud a Rabat (Marocco) nonché il premio in giornalismo Rodolfo Walsh per l'esperienza professionale presso l'Università de la Plata in Argentina.

## Opere
- 2012: L'esplosione del giornalismo: dai media di massa alla massa dei media, Napoli, Intra Moenia
- 2010: Guida alla Parigi ribelle con Ramón Chao, Roma, Voland
- 2007: Fidel Castro, autobiografia a due voci, Milano, Mondadori
- 2005: Il mondo che non vogliamo. Guerra e mercato nell'era globale, Milano, Mondadori
- 2004: Wars of the 21st Century, Pluto Press
- 2004: Piccolo dizionario critico della globalizzazione, Milano, Sperling & Kupfer
- 2003: Il mondo che non vogliamo. Guerra e mercato nell'era globale, Milano, Mondadori
- 2002: Propagande silenziose, Trieste, Asterios Editore
- 2001: Marcos. La dignità ribelle, Trieste, Asterios Editore
- 1999: La tirannia della comunicazione, Trieste, Asterios Editore
- 1998: Geopolitica del caos, Trieste, Asterios Editore
- 1996: Il pensiero unico e i nuovi padroni del mondo, Roma, Strategia della lumaca